# Ren Yamamoto
Ren Yamamoto (山本 蓮 Yamamoto Ren?, nacido el 13 de mayo de 1997 en Kioto) es un futbolista japonés que se desempeña como centrocampista.

## Trayectoria

### Clubes
| Club            | País  | Año    |
| --------------- | ----- | ------ |
| Gainare Tottori | Japón | 2016 - |

## Estadística de carrera

### J. League
| Club            | Año   | J. League | J. League | Copa J. League | Copa J. League | Total | Total |
| Club            | Año   | Part.     | Goles     | Part.          | Goles          | Part. | Goles |
| --------------- | ----- | --------- | --------- | -------------- | -------------- | ----- | ----- |
| Gainare Tottori | 2016  | 16        | 1         | -              | -              | 16    | 1     |
| Gainare Tottori | 2017  | 6         | 0         | -              | -              | 6     | 0     |
| Total           | Total | 22        | 1         | 0              | 0              | 22    | 1     |